# Euploea hismina
Euploea hismina är en fjärilsart som beskrevs av Hans Fruhstorfer 1910. Euploea hismina ingår i släktet Euploea och familjen praktfjärilar. Inga underarter finns listade i Catalogue of Life.